# Achina (Schotland)
Achina is een dorp in de Schotse Hooglanden.